# Sclerocrangon ferox
Sclerocrangon ferox är en kräftdjursart som först beskrevs av Georg Ossian Sars 1877.  Sclerocrangon ferox ingår i släktet Sclerocrangon och familjen Crangonidae. Inga underarter finns listade i Catalogue of Life.